# Theophilus Lindsey
Theophilus Lindsey, född den 20 juni 1723, död den 3 november 1808, var en engelsk teolog.
Lindsey grundade 1764 som anglikansk präst en av de första söndagsskolorna i England, men han gled snart över till unitarisk åskådning och lämnade sin plats 1773, sedan en petition hos 
parlamentet om befrielse för prästerna från ed på de trettionio artiklarna flera gånger avslagits. År 1774 började Lindsey arbeta som unitarisk pastor i London och han fick stor betydelse för unitariska kyrkan i England. Hans mest centrala arbete är An historical view of the state of the unitarian doctrine and worship from the reformation (1783). En volym memoarer utkom 1812.